# Yaogan 30
Yaogan 30 est une constellation de satellites militaires chinois comptant 30 satellites placés en orbite entre 2017 et 2021. Ils font partie de la famille des satellites de reconnaissance Yaogan.

## Caractéristiques
Les Yaogan 30 sont officiellement des satellites d'écoute électronique  sans doute conçus pour détecter les navires des marines adverses via leurs émissions radio. Les satellites sont placés sur une orbite faiblement inclinée (35°) de faible hauteur (600 km). Ils sont répartis sur 6 plans orbitaux trois par trois (sauf un plan sur lequel circule 6 satellites). Dans chaque plan les satellites sont équidistants (écartés de 120°) ce qui interdit toute opération de localisation des sources radio par triangulation. 
La répartition des satellites et leur orbite permet d'obtenir une fréquence de revisite très élevée (la plus élevée de tous les satellites militaires existants) au-dessus de la Chine et des mers qui la borde. Ainsi la capitale de Taïwan, Taipe cible la plus probable d'un prochain conflit, est ainsi survolée par un des satellites de la constellation avec des interruptions qui ne durent en moyenne pas plus de 10 minutes,.

## Historique des lancements
Les satellites Yaogan 30 sont placés en orbite trois par trois par des lanceurs chinois Longue Marche 2-C décollant de la base de lancement de Xichang
| Triplet de satellites | Date lancement    | Plan orbital | Commentaire |
| --------------------- | ----------------- | ------------ | ----------- |
| Yaogan 30-01          | 29 septembre 2017 |              |             |
| Yaogan 30-02          | 24 novembre 2017  |              |             |
| Yaogan 30-03          | 25 décembre 2017  |              |             |
| Yaogan 30-04          | 25 janvier 2018   |              |             |
| Yaogan 30-05          | 26 juillet 2019   |              |             |
| Yaogan 30-06          | 24 mars 2020      |              |             |
| Yaogan 30-07          | 26 octobre 2020   |              |             |
| Yaogan 30-08          | 6 mai 2021        |              |             |
| Yaogan 30-09          | 18 juin 2021      |              |             |
| Yaogan 30-10          | 19 juillet 2021   |              |             |

## Référence
1. ↑  ClementM, « La constellation Yaogan-30 est terminée », sur East Pendulum, 23 novembre 2020
2. ↑  ClementM, « La mystérieuse constellation Yaogan-30 », sur East Pendulum, 3 décembre 2017
3. 1 2  (en) Gunter Krebs, « Yaogan 30-01, ..., 30-10 (CX 5) », sur Gunter's space page (consulté le 21 avril 2025)